# Marc Valeri Messal·la (cònsol 161 aC)
Marc Valeri Messal·la (en llatí Marcus Valerius M. F. M. N. Messalla) va ser un magistrat romà fill del cònsol del 188 aC Marc Valeri Messal·la. Formava part de la gens Valèria, una antiga família romana d'origen patrici.
Va sercònsol l'any 161 aC, i el seu període anyal es va destacar pel decret senatorial que prohibia la residència dels retòrics grecs a Roma. Terenci va estrenar aquell any les obres Formió i l'Eunuc.
Degradat pels censors, va arribar després a la censura el 154 aC.